# Chinesische Daoistische Akademie

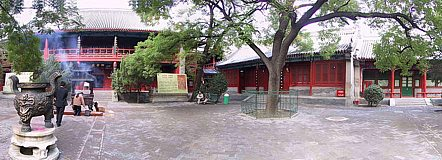
Pekinger Tempel der Weißen Wolken (Sitz)

Die Chinesische Daoistische Akademie bzw. Akademie für Taoismus Chinas (中国道学院,  Zhongguo daoxue yuan) wurde 1990 von der Chinesischen Daoistischen Gesellschaft (Zhongguo daojiao xiehui) gegründet. Sowohl die Gesellschaft als auch die Akademie haben ihren Sitz im daoistischen Pekinger Tempel der Weißen Wolken (Baiyun Guan). Es ist die erste nationale Lehranstalt für den Daoismus in der Geschichte Chinas.